# Segelfluggelände Hoherodskopf

i7
i11
i13
Das Segelfluggelände Hoherodskopf liegt im Vogelsberg am Rand des Hoherodskopfes. Es wird betrieben vom Flugsportclub Rüsselsheim.

## Platzdaten
Der Flugplatz befindet sich auf einer Höhe von 670 m ü. NN und verfügt über eine Start- und Landebahn von 800 Metern Länge und 30 Metern Breite. Die Schleppstrecke beträgt ca. 1100 m, sodass in der Regel Ausklinkhöhen von 300–400 m erreicht werden, die einen guten Anschluss an die Thermik ermöglichen. Der Höhenunterschied zwischen der Startstelle 07 und 25 beträgt rund 30 Meter, was bei entsprechenden Windverhältnissen den Betrieb motorgetriebener Flugzeuge einschränken kann, da für diese nur die Startrichtung 25 zulässig ist. Die Segelflugzeuge starten in der Regel im Windenbetrieb, allerdings ist auf Anfrage auch ein Flugzeugschlepp möglich.
- Landerichtungen 07 und 25, Länge 800 m, Breite 30 m
- Schleppstrecke (Windenbetrieb) ca. 1000 m mit Ausklinkhöhen um 300–400 m AGL
- Funkfrequenz 126.035 MHz
- Funkrufzeichen Hoherodskopf Info
- Das Segelfluggelände ist laut Genehmigung vom 1. September 2010 zugelassen für Segelflugzeuge, Motorsegler, dreiachsgesteuerte Ultraleichtflugzeuge (UL) und Luftfahrzeuge, die bestimmungsgemäß zum Schleppen von Segelflugzeugen und nichtselbststartenden Motorseglern eingesetzt werden.[1][2]